# Roman Cheładze
Roman Cheładze (ur. 12 kwietnia 1936 w Toruniu, zm. 14 stycznia 2002 tamże) – polski żużlowiec, trener sportu żużlowego, sędzia sportu żużlowego klasy międzynarodowej i działacz żużlowy.

## Życiorys

### Kariera sportowa
Sport żużlowy uprawiał w latach 1959–1966 w barwach klubu Stal Apator Toruń.

### Po zakończeniu kariery
Po zakończeniu czynnej kariery sportowej uzyskał uprawienia kierownika drużyny, następnie instruktora oraz trenera, w 1967 – sędziego, a w 1975 – sędziego klasy międzynarodowej. Właśnie jako sędzia zdobył największe uznanie: prowadził kilkadziesiąt imprez organizowanych przez Międzynarodową Federację Motocyklową (FIM), w tym finały indywidualnych mistrzostw świata (Amsterdam 1987, Monachium 1988), finał drużynowych mistrzostw świata (Praga 1987), finał mistrzostw świata par (Landshut 1990), finał indywidualnych mistrzostw świata juniorów (Pocking 1982), jak również finały indywidualnych mistrzostw świata w jeździe na lodzie. Przez 25 lat pracy sędziował około 500 imprez żużlowych, m.in. 9 finałów indywidualnych mistrzostw Polski oraz czterokrotnie międzynarodowe turnieje "Zlatá Přilba" w Pardubicach. Ostatnimi zawodami, które prowadził, był turniej o "Łańcuch Herbowy Miasta Ostrowa Wielkopolskiego" w 1996.
Roman Cheładze był członkiem prezydium Głównej Komisji Sportu Żużlowego w Polskim Związku Motorowym, szefem kolegium sędziów, posiadał licencję kierownika zawodów FIM, był również chronometrażystą i projektantem torów żużlowych. Jako pierwszy sędzia żużlowy otrzymał w 1993 Medal Zasługi dla Motocyklizmu - najwyższe wyróżnienie nadawane przez Międzynarodową Federację Motocyklową. Został też odznaczony brązową honorową odznaką FIM.

### Śmierć
Zmarł w 2002 wskutek powikłań po zawale serca.

### Życie prywatne
Jego rodzina wywodziła się z Gruzji.